# Meyer & Beck Handels KG
Meyer & Beck Handels KG var ett företag grundat 1985 som huvudsakligen var verksamma inom livsmedelsindustrin. Företaget skapades som ett dotterbolag till Dr. Oetker GmbH genom en sammanslagning av de tidigare konkurrenterna Meyer och Beck. Bolaget drev flera butiker under varumärket MEYER BECK, framför allt i Berlin och Brandenburg, som antingen stängdes i slutet av 2004 eller överfördes till Mema Handelsgesellschaft & Co. KG.  En del av de tidigare MEYER BECK-filialerna såldes istället 2008 till Kaiser's Tengelmann GmbH och levde vidare till 2016 då det bolaget i sin tur drog sig tillbaka från livsmedelsmarknaden och sålde butikerna vidare till Edeka.
Företagets huvudkontor låg vid Montanstraße 8-16 i Berlin-Reinickendorf.

## Historia

### Förhistoria

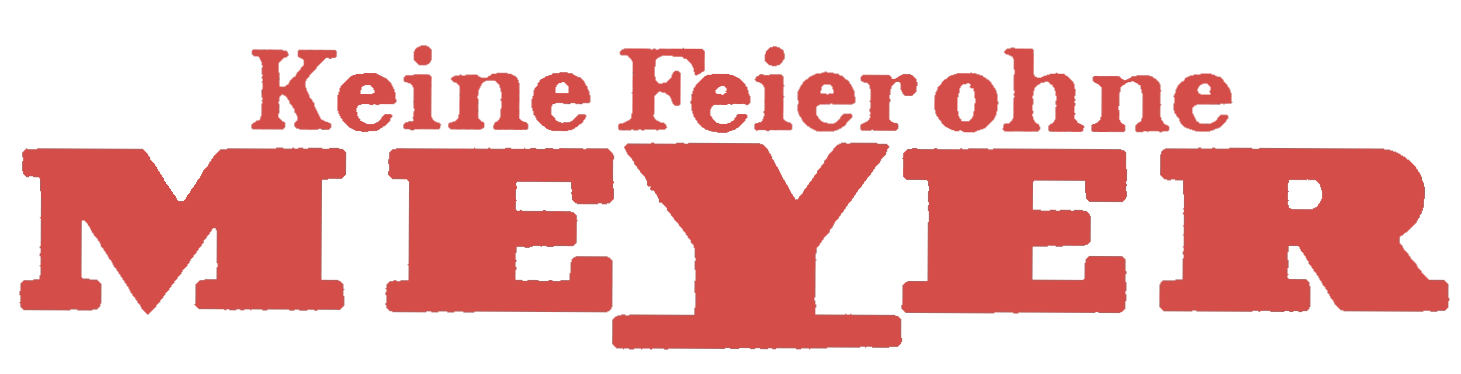
Historisk MEYER-logotyp.

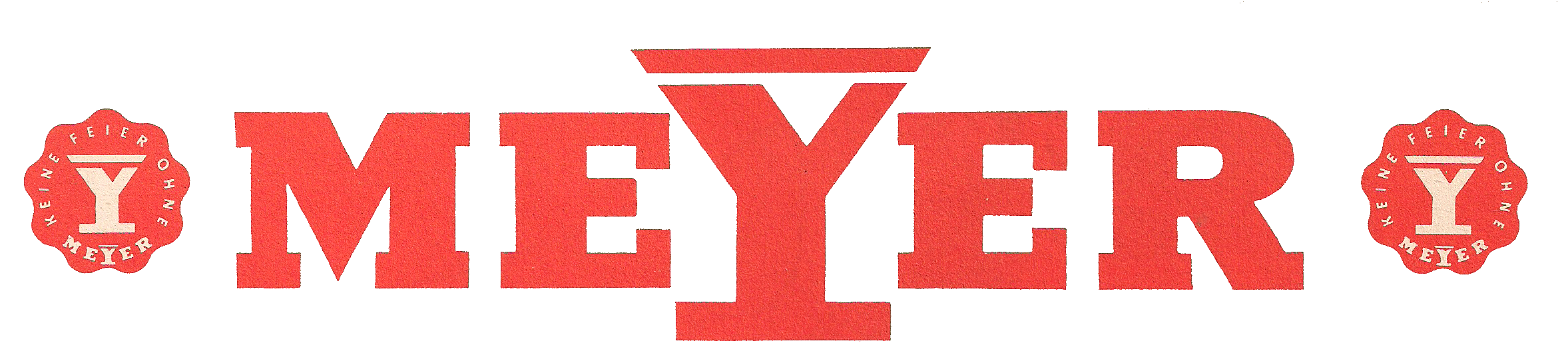
Historisk MEYER-logotyp från 1960-talet.

Företaget Hermann Meyer & Co. KG grundades 29 januari 1890 av affärsmannen Hermann Meyer. År 1953 öppnades den första självbetjäningsbutiken i Berlin i Steglitzer Schloßstraße och bara någon månad senare en andra i Berlin-Moabit. Öppnandet av den första butiken med självbetjäning skedde under parollen "varje köp ett nöje; bekymmerslösa val; ingen väntan.” År 1965 hade 92 av de då 120 butikerna självbetjäning.
Hermann Meyer & Co. KG, som en gång stod främst för spritförsäljning, såldes senare till Dr. Oetker. 
Butter Beck grundades 1888 av köpmannen Oskar Beck och var först känd som en smörhandel.

### Från grundandet till den första krisen
År 1985 slogs de två tidigare konkurrerande företagen samman. De letade efter en leverantör från och med 1999 och bland intressenterna var den eventuella vinnaren Edeka, Rewe Group och Spar.
År 2003 hade företaget 53 butiker med mer än 1 000 anställda. Under 1990-talet bytte företaget slogan till: "Vad mer kan du önska!". Företaget hade gått med förlust sedan 1997 och var i kris. År 1997 minskade företagets en försäljning med 5,8 procent jämfört med föregående år. Under de följande åren lyckades företaget inte att gå med vinst. Försäljningen inom division Oetker övriga intressen minskade med 11,6 procent jämfört med 2002 till 448 miljoner euro. Vid den tiden såg Oetker bland annat problemet hos Meyer Beck ( "[...] framför allt försäljningsförlusten i Berlins livsmedelskedjan Meyer-Beck." ). Kedjans omsättning minskade från 215 miljoner euro 2000 till 177 miljoner euro 2001 och året efter var försäljningen bara 138 miljoner euro. Vid denna tidpunkt hade antalet anställda minskat till 1 141 och fem av de då 50 butikerna stängdes.

### Försäljning och upplösning
| Logotyp för efterträdaren MEMA med tilläggen Mein Markt och Supermarkt. |  | Logotyp för efterträdaren MEMA med tilläggen Mein Markt och Supermarkt. |
| Logotyp för efterträdaren MEMA med tilläggen Mein Markt och Supermarkt. |  |                                                                         |

År 2003 meddelade Dr. Oetker GmbH att de ville sälja dotterbolaget på grund av de stora förlusterna. Moderbolagets chef, August Oetker, sade vid presskonferensen för balansräkningen för 2002: ”2004 kommer Meyer-Beck inte längre att tillhöra oss.". Edeka, som då var leverantör till filialerna, var inte intresserad av att ta över. Den 1 oktober 2004 blev det känt att företaget skulle säljas till Mema Handelsgesellschaft &amp; Co. KG. Moderbolaget ville  inte uppge om de skulle äga en del av det nya företaget.
Efter att det blev känt att filialerna hade sålts oroade sig många anställda för sin anställning. Varken de anställda eller facket visste vem som gömde sig bakom den nya ägaren. Det stod klart att sex av 44 filialer skulle stängas, och de återstående skulle omvandlas till MEMA. De sex filialerna stängdes i perioden fram till den 31 december 2004 och   de återstående öppnade den 4 januari 2005 för första gången som MEMA. 
Namnet MEMA är en kortform av Meyer Markt men har publicerats offentligt som en förkortning för Mein Mark (svenska: min marknad). Totalt minskade antalet anställda med cirka 70 till följd av ägarbytet, mot de initialt antagna 40.
Efter namnbytet till MEMA stängdes gradvis många av filialerna. År 2008 drev MEMA endast 24 filialer och från 2008 blev 20 av dem filialer till Kaiser, varav några sedan 2017 har bytt namn till Edeka och Rewe.